# Championnat du Luxembourg de football 1992-1993
Navigation
Saison précédente Saison suivante
La saison 1992-1993 du Championnat du Luxembourg de football était la 79e édition du championnat de première division au Luxembourg. Les dix meilleurs clubs du pays se retrouvent au sein d'une poule unique, la Division Nationale, où ils s'affrontent deux fois, à domicile et à l'extérieur. À l'issue de cette première phase, les six premiers jouent la poule pour le titre. En bas de classement, les 4 derniers disputent une poule de promotion-relégation avec les 8 meilleurs clubs de Promotion d'Honneur, la deuxième division luxembourgeoise.
C'est le club de l'Avenir Beggen qui met fin au règne de l'Union Luxembourg (3 titres consécutifs) en terminant en tête de la poule finale du championnat, avec un seul point d'avance sur le champion en titre et 4,5 sur la Jeunesse d'Esch. C'est le 5e titre de l'histoire du club, qui réussit même le doublé en battant l'un des promus, le F91 Dudelange, en finale de la Coupe du Luxembourg.

## Les 10 clubs participants
| - CA Spora Luxembourg - F91 Dudelange - Promu de Promotion d'Honneur - Etzella Ettelbruck - Promu de Promotion d'Honneur - Fola Esch - Promu de Promotion d'Honneur - CS Grevenmacher | - Union Luxembourg - AS La Jeunesse d'Esch - Avenir Beggen - Red Boys Differdange - Aris Bonnevoie |

## Compétition

### Première phase
Le barème utilisé pour établir le classement est le suivant :
- Victoire : 2 points
- Match nul : 1 point
- Défaite : 0 point

| Rang | Équipe                 | Pts | J  | G  | N | P  | Bp | Bc | Diff |
| ---- | ---------------------- | --- | -- | -- | - | -- | -- | -- | ---- |
| 1    | Union Luxembourg (T)   | 25  | 18 | 10 | 5 | 3  | 44 | 17 | +27  |
| 2    | Avenir Beggen          | 25  | 18 | 9  | 7 | 2  | 33 | 17 | +16  |
| 3    | Jeunesse d'Esch        | 24  | 18 | 10 | 4 | 4  | 31 | 16 | +15  |
| 4    | CS Grevenmacher        | 21  | 18 | 7  | 7 | 4  | 32 | 20 | +12  |
| 5    | F91 Dudelange (P)      | 18  | 18 | 6  | 6 | 6  | 19 | 22 | -3   |
| 6    | Fola Esch (P)          | 17  | 18 | 6  | 5 | 7  | 25 | 27 | -2   |
| 7    | CA Spora Luxembourg    | 17  | 18 | 6  | 5 | 7  | 23 | 30 | -7   |
| 8    | Aris Bonnevoie         | 15  | 18 | 5  | 5 | 8  | 30 | 32 | -2   |
| 9    | Red Boys Differdange   | 13  | 18 | 3  | 7 | 8  | 25 | 40 | -15  |
| 10   | Etzella Ettelbruck (P) | 5   | 18 | 1  | 3 | 14 | 11 | 52 | -41  |

|  | Qualification pour la poule pour le titre            |
|  | Participation à la poule de promotion-relégation     |
|  | (T) Tenant du titre (P) : Promu de deuxième division |

### Seconde phase

#### Poule pour le titre
Les 6 équipes démarrent la seconde phase avec la moitié des points acquis lors de la première phase.
| Rang | Équipe               | Pts  | J  | G | N | P  | Bp | Bc | Diff |
| ---- | -------------------- | ---- | -- | - | - | -- | -- | -- | ---- |
| 1    | Avenir Beggen (C)    | 28,5 | 10 | 7 | 2 | 1  | 31 | 14 | +17  |
| 2    | Union Luxembourg (T) | 27,5 | 10 | 7 | 1 | 2  | 27 | 10 | +17  |
| 3    | Jeunesse d'Esch      | 23   | 10 | 4 | 3 | 3  | 23 | 23 | 0    |
| 4    | CS Grevenmacher      | 19,5 | 10 | 3 | 3 | 4  | 12 | 20 | -8   |
| 5    | F91 Dudelange (P)    | 18   | 10 | 4 | 1 | 5  | 19 | 21 | -2   |
| 6    | Fola Esch (P)        | 8,5  | 10 | 0 | 0 | 10 | 6  | 30 | -24  |

|  | Qualification pour la Ligue des champions 1993-1994                                          |
|  | Qualification pour la Coupe des Coupes 1993-1994                                             |
|  | Qualification pour la Coupe UEFA 1993-1994                                                   |
|  | (T) Tenant du titre (C) Vainqueur de la Coupe du Luxembourg (P) : Promu de deuxième division |

#### Phase de promotion-relégation
Les clubs de Promotion d'Honneur sont indiqués en italique. Les 2 premiers de chaque poule participeront au championnat de Division Nationale la saison prochaine.